# Geertruid ter Poorten
Geertruid ter Poorten ( – Diepenveen, 24 november 1452) was een zuster in het klooster van Diepenveen. Geertruid is een van de zusters die wordt beschreven in het handschrift Van den doechden der vuriger ende stichtiger susteren van Diepen Veen, geschreven door de rector van het Meester-Geertshuis in Deventer en oprichter van het vrouwenklooster in Diepenveen, Johannes Brinckerinck. 
Geertruid ter Poorten was de tweede dochter van Johan ter Poorten (- 1423), een schepen uit Deventer, haar moeder heette Lutgerd (- vóór 1432). Ze had twee zussen, Swene en Aleid. De ouders van Geertruid waren nauw betrokken bij de beweging van de Moderne Devotie. Geertruid en Swene traden samen op 21 januari 1408 in het nieuw gestichte klooster van Diepenveen. Een jaar later deden ze hun professie. Ook Aleid en moeder Lutgerd zouden in 1427 intreden in het klooster.
Geertruid wordt vermeld in het zusterboek van het klooster Diepenveen, waar haar vita staat beschreven. Hierin staat dat ze leed aan epilepsie en veel pijn ondervond van een oude botbreuk. Ze werkte echter hard. Geertruid had een goed handschrift en kreeg daarom de taak om muziek- en tekstboeken af te schrijven. Daarnaast had ze de functie van hoorzuster, waarbij ze bezoeken van andere zusters met iemand van buiten het klooster begeleidde. Geertruid overleed in 1452 aan de pest.